# Platygaster resinosae
Platygaster resinosae är en stekelart som beskrevs av Macgown 1979. Platygaster resinosae ingår i släktet Platygaster och familjen gallmyggesteklar. Inga underarter finns listade i Catalogue of Life.